# Ора тис Алитияс
„Ора тис Алитияс“ (на гръцки: «Ώρα της Αλήθειας», в превод Часът на истината) е гръцки вестник, издаван в град Лерин (Флорина), Гърция, от 1961 година.

## История
Вестникът започва да излиза в 1961 година. Първоначално се издава от Янис Аристидис и Апостолос Цюмитас, който е и основен автор във вестника. По-късно негова издателка и собственичка е Кики Цюмита.